# Шуми городок
«Шуми городок» — советская кинокомедия 1939 года о жизни маленького советского городка. Фильм вышел на экраны 23 мая 1940 года.

## Сюжет
Конец 1930-х годов. Понятие «провинция» уже никак не подходит к маленькому периферийному советскому городку, где происходит действие фильма. Несмотря на свои небольшие размеры и отдалённость от центра, городок живёт насыщенной жизнью. По его улицам прокладывают трамвайные пути, строятся новые дома, асфальтируются площади. Единственное, что огорчает некоторых жителей, — это необходимость сноса ряда домов, мешающих расширению улиц. Смелое предложение изобретателя-самородка Васи передвигать дома вселяет надежду в сердца владельцев жилищ, предназначенных на слом. Инженер Дятлов, заведующий отделом изобретений, решает на собственном домике проверить возможность осуществления проекта Васи. И вот двухэтажный каменный домик Дятлова неторопливо движется по улице, направляясь на новое место. Жители-энтузиасты восторженно приветствуют молодого изобретателя.

## В ролях
- Н. Муратов — Заведующий отделом изобретений, Иван Анисимович Дятлов
- Ева Милютина, Заслуженная артистка республики — Жена Дятлова
- Анна Комолова — Галя, шофёр Горсовета
- Пётр Алейников — Вася, изобретатель
- Юрий Лавров, орденоносец — Председатель Горсовета
- Пётр Репнин — Сидоров, секретарь
- Антон Дунайский — Начальник пожарной охраны
- Дмитрий Капка — Сигнальщик
- Олег Павленко — Дирижёр
- Владимир Лисовский — Старший инженер
- Владимир Лепко — Семячкин
- Михаил Высоцкий,  Заслуженный артист республики — Диктор
- Эмма Цесарская, Заслуженная артистка республики — Арина Тимофеевна

### Нет в титрах
- Вячеслав Гомоляка — Механик
- Юрий Тимошенко — Музыкант
- Ефим Березин — Музыкант
- Андрей Апсолон — Пожарный
- Иван Любезнов — Парикмахер

## Съёмочная группа
- Сценарий Николая Шпиковского
- Режиссёр — Николай Садкович
- Композитор — Климентий Корчмарёв
- Текст песен — Борис Ласкин
- Оператор — Георгий Химченко
- Художник — Алексей Бобровников
- Ассистенты режиссёра: Б. Левич, Н. Рыльский
- Звукооператор — Н. Комарова
- Директор с'ёмочной группы — И. Лучин

## Факты
- Съёмки фильма проходили в Киеве[2][3].